# نادي إتش بي إل
{{ دوري باكستان الممتاز#invoke:Unsubst||$B=
}}
نادي إتش بي إل لكرة القدم (بالإنجليزية: HBL F.C.) ، هي نادي رياضي لكرة القدم في مدينة كراتشي الباكستانية ، أسست سنة 1975م والتي أنشئها بنك حبيب المحدودة بباكستان، حقق الدوري الباكستاني سنة 1982م، كما حققت كأس البطولة الوطنية الباكستانية لكرة القدم سنة 1985م.

## وصلات خارجية
- soccerway.com
- Lista de Copas
- Lista de Campeones